# 2010年のアメリカンリーグチャンピオンシップシリーズ
2010年の野球において、メジャーリーグベースボール（MLB）のポストシーズンは10月6日に開幕した。アメリカンリーグの第41回リーグチャンピオンシップシリーズ（英語: 41st American League Championship Series、以下「リーグ優勝決定戦」と表記）は、15日から22日にかけて計6試合が開催された。その結果、テキサス・レンジャーズ（西地区）がニューヨーク・ヤンキース（東地区）を4勝2敗で下し、球団創設50年目で初のリーグ優勝およびワールドシリーズ進出を果たした。
両球団がポストシーズンで対戦するのは、1996年・1998年・1999年の各地区シリーズに次いで11年ぶり4度目。レンジャーズのポストシーズン進出はこの3度が全てであり、いずれもヤンキースに敗れていた。その後、他の球団がポストシーズンを勝ち進んだことにより、レンジャーズは全30球団で唯一ポストシーズンのシリーズ突破経験がなく、またリーグ優勝決定戦へ出場したこともない球団となっていた。この年、レンジャーズは初めて地区シリーズを突破すると、リーグ優勝決定戦でもヤンキースを下し、初のリーグ優勝を成し遂げた。シリーズMVPには、第1戦と第3戦の2試合で初回に先制本塁打を放つなど、6試合で打率.350・4本塁打・7打点・OPS 1.536という成績を残したレンジャーズのジョシュ・ハミルトンが選出された。しかしレンジャーズは、ワールドシリーズではナショナルリーグ王者サンフランシスコ・ジャイアンツに1勝4敗で敗れ、初優勝を逃した。

## 両チームの2010年
10月9日にまずヤンキース（東地区2位＝ワイルドカード）が、そして12日にはレンジャーズ（西地区優勝）が、それぞれ地区シリーズ突破を決めてリーグ優勝決定戦へ駒を進めた。
ヤンキースは2009年、103勝59敗で地区を制してポストシーズンへ進出、9年ぶりのワールドシリーズ制覇を成し遂げた。オフには左打者の松井秀喜やジョニー・デイモンがFAとなったが再契約せず、代わりにカーティス・グランダーソンやニック・ジョンソンを加えた。2010年は開幕5カード連続勝ち越しと、球団史上84年ぶりの好調な出だしを切る。序盤はタンパベイ・レイズを追う位置にいたが、6月には追い抜いて地区単独首位へ浮上、前半戦を終える頃には56勝32敗でリーグ最高勝率に達した。このとき2位レイズと3位ボストン・レッドソックスも他地区首位より高勝率だったため、東地区2位がワイルドカード枠を手中に収める可能性は高かった。後半戦もレッドソックスが3位にとどまるなか、レイズとの首位争いが展開される。ただヤンキースは、ポストシーズン出場がほぼ確実とあってか主力選手を休ませるようになり、9月は12勝15敗と負け越す。その結果、10月3日のレギュラーシーズン最終戦に敗れてワイルドカードにまわった。平均得点5.30はリーグ最高、防御率4.06はリーグ7位。新加入選手が相次いで怪我や不振に陥り、デレク・ジーターらも成績を落とすなど、戦いぶりは決して順調ではなかった。それでも野手陣はロビンソン・カノを中心とした強力打線だけでなく守備の良さも兼ね備え、投手陣では抑え投手マリアノ・リベラへつなぐ救援陣が強みとなった。地区シリーズではミネソタ・ツインズを3勝0敗で下した。
レンジャーズは直近2年連続で地区2位ながら、勝敗を2008年の79勝83敗から2009年は87勝75敗に向上させた。投手陣はその1年で防御率を5.37→4.38と1点近く良化させたものの、オフに先発ローテーションから筆頭格のケビン・ミルウッドが放出されるなど戦力の入れ替えが進められ、若手らが枠を競った。また打線には指名打者ブラディミール・ゲレーロが加わった。2010年は4月終了時点でひとつ負け越していたが、5月に勝率5割を超えると6月1日には地区首位へ浮上、同月は11連勝を含む21勝6敗と大きく勝ち越す。前半戦終了時には、2位ロサンゼルス・エンゼルスに4.5ゲーム差をつけた。首位にいながらもさらなる補強として、前後半の境を挟んで7月中に複数のトレードを成立させ、捕手ベンジー・モリーナや先発投手クリフ・リーらを獲得した。同月19日以降はゲーム差を5.0以上に開いたままシーズンを進め、9月25日に11年ぶりのポストシーズン進出を地区優勝で決めた。平均得点4.86はリーグ4位、防御率3.93はリーグ3位。打線はジョシュ・ハミルトンやゲレーロを中心に、本塁打頼みに陥らず高打率や三振の少なさなどの確実性を増した。投手陣は球団史上20年ぶりの防御率3点台で、この年からローテーション入りしたC.J.ウィルソンとコルビー・ルイスがともに200イニング・10勝を達成するなど大きく貢献したほか、新人抑え投手ネフタリ・フェリスへつなぐ継投も確立された。地区シリーズではレイズを3勝2敗で下した。
リーグ優勝決定戦の第1・2・6・7戦を本拠地で開催できる "ホームフィールド・アドバンテージ" は、地区優勝球団どうしが対戦する場合はレギュラーシーズンの勝率がより高いほうの球団に、地区優勝球団とワイルドカード球団が対戦する場合は地区優勝球団に与えられる。したがって今シリーズでは、レンジャーズがアドバンテージを得る。この年のレギュラーシーズンでは両球団は8試合対戦し、4勝4敗の五分だった。

## ロースター
両チームの出場選手登録（ロースター）は以下の通り。
- 名前の横の★はこの年のオールスターゲームに選出された選手を、＃はレギュラーシーズン開幕後に入団した選手を示す。
- 年齢は今シリーズ開幕時点でのもの。

| ニューヨーク・ヤンキース | ニューヨーク・ヤンキース | ニューヨーク・ヤンキース | ニューヨーク・ヤンキース   | ニューヨーク・ヤンキース | ニューヨーク・ヤンキース | ニューヨーク・ヤンキース | テキサス・レンジャーズ | テキサス・レンジャーズ | テキサス・レンジャーズ | テキサス・レンジャーズ    | テキサス・レンジャーズ | テキサス・レンジャーズ | テキサス・レンジャーズ |
| 守備位置                 | 背番号                   | 出身                     | 選手                       | 投                       | 打                       | 年齢                     | 守備位置               | 背番号                 | 出身                   | 選手                      | 投                     | 打                     | 年齢                   |
| ------------------------ | ------------------------ | ------------------------ | -------------------------- | ------------------------ | ------------------------ | ------------------------ | ---------------------- | ---------------------- | ---------------------- | ------------------------- | ---------------------- | ---------------------- | ---------------------- |
| 投手                     | 34                       | アメリカ合衆国の旗       | A.J.バーネット             | 右                       | 右                       | 33                       | 投手                   | 30                     | ドミニカ共和国の旗     | ネフタリ・フェリス★       | 右                     | 右                     | 22                     |
| 投手                     | 62                       | アメリカ合衆国の旗       | ジョバ・チェンバレン       | 右                       | 右                       | 25                       | 投手                   | 45                     | アメリカ合衆国の旗     | デレク・ホランド          | 左                     | 両                     | 24                     |
| 投手                     | 65                       | アメリカ合衆国の旗       | フィル・ヒューズ★          | 右                       | 右                       | 24                       | 投手                   | 35                     | アメリカ合衆国の旗     | トミー・ハンター          | 右                     | 右                     | 24                     |
| 投手                     | 48                       | アメリカ合衆国の旗       | ブーン・ローガン           | 左                       | 右                       | 26                       | 投手                   | 62                     | アメリカ合衆国の旗     | マイケル・カークマン      | 左                     | 左                     | 24                     |
| 投手                     | 45                       | アメリカ合衆国の旗       | セルジオ・ミトレ           | 右                       | 右                       | 29                       | 投手                   | 33                     | アメリカ合衆国の旗     | クリフ・リー★＃           | 左                     | 左                     | 32                     |
| 投手                     | 40                       | アメリカ合衆国の旗       | ダスティン・モズリー       | 右                       | 右                       | 28                       | 投手                   | 48                     | アメリカ合衆国の旗     | コルビー・ルイス          | 右                     | 右                     | 31                     |
| 投手                     | 46                       | アメリカ合衆国の旗       | アンディ・ペティット★      | 左                       | 左                       | 38                       | 投手                   | 56                     | アメリカ合衆国の旗     | ダレン・オデイ            | 右                     | 右                     | 27                     |
| 投手                     | 42                       | パナマの旗               | マリアノ・リベラ★          | 右                       | 右                       | 40                       | 投手                   | 64                     | ドミニカ共和国の旗     | アレクシー・オガンド      | 右                     | 右                     | 27                     |
| 投手                     | 30                       | アメリカ合衆国の旗       | デビッド・ロバートソン     | 右                       | 右                       | 25                       | 投手                   | 28                     | アメリカ合衆国の旗     | ダレン・オリバー          | 左                     | 右                     | 40                     |
| 投手                     | 52                       | アメリカ合衆国の旗       | CC・サバシア★              | 左                       | 左                       | 30                       | 投手                   | 59                     | アメリカ合衆国の旗     | クレイ・ラパダ            | 左                     | 右                     | 29                     |
| 投手                     | 39                       | アメリカ合衆国の旗       | ケリー・ウッド＃           | 右                       | 右                       | 33                       | 投手                   | 36                     | アメリカ合衆国の旗     | C.J.ウィルソン            | 左                     | 左                     | 29                     |
| 捕手                     | 29                       | ベネズエラの旗           | フランシスコ・セルベーリ   | 右                       | 右                       | 24                       | 捕手                   | 11                     | プエルトリコの旗       | ベンジー・モリーナ＃      | 右                     | 右                     | 37                     |
| 捕手                     | 20                       | プエルトリコの旗         | ホルヘ・ポサダ             | 右                       | 両                       | 40                       | 捕手                   | 15                     | アメリカ合衆国の旗     | マット・トレーナー        | 右                     | 右                     | 34                     |
| 内野手                   | 17                       | アメリカ合衆国の旗       | ランス・バークマン＃       | 左                       | 両                       | 34                       | 内野手                 | 1                      | ベネズエラの旗         | エルビス・アンドラス★     | 右                     | 右                     | 22                     |
| 内野手                   | 24                       | ドミニカ共和国の旗       | ロビンソン・カノ★          | 右                       | 左                       | 27                       | 内野手                 | 3                      | ベネズエラの旗         | アンドレス・ブランコ      | 右                     | 両                     | 26                     |
| 内野手                   | 2                        | アメリカ合衆国の旗       | デレク・ジーター★          | 右                       | 右                       | 36                       | 内野手                 | 8                      | アメリカ合衆国の旗     | ホルヘ・カントゥ＃        | 右                     | 右                     | 28                     |
| 内野手                   | 12                       | ドミニカ共和国の旗       | エドゥアルド・ヌニェス[※]  | 右                       | 右                       | 23                       | 内野手                 | 5                      | アメリカ合衆国の旗     | イアン・キンズラー★       | 右                     | 右                     | 28                     |
| 内野手                   | 19                       | メキシコの旗             | ラミロ・ペーニャ           | 右                       | 両                       | 25                       | 内野手                 | 18                     | アメリカ合衆国の旗     | ミッチ・モアランド        | 左                     | 左                     | 25                     |
| 内野手                   | 13                       | アメリカ合衆国の旗       | アレックス・ロドリゲス★    | 右                       | 右                       | 35                       | 内野手                 | 10                     | アメリカ合衆国の旗     | マイケル・ヤング          | 右                     | 右                     | 33                     |
| 内野手                   | 25                       | アメリカ合衆国の旗       | マーク・テシェイラ[※]      | 右                       | 両                       | 30                       | 外野手                 | 29                     | アメリカ合衆国の旗     | フリオ・ボーボン          | 左                     | 左                     | 24                     |
| 外野手                   | 11                       | アメリカ合衆国の旗       | ブレット・ガードナー       | 左                       | 左                       | 27                       | 外野手                 | 17                     | ドミニカ共和国の旗     | ネルソン・クルーズ        | 右                     | 右                     | 30                     |
| 外野手                   | 14                       | アメリカ合衆国の旗       | カーティス・グランダーソン | 右                       | 左                       | 29                       | 外野手                 | 21                     | アメリカ合衆国の旗     | ジェフ・フランコーア＃    | 右                     | 右                     | 26                     |
| 外野手                   | 27                       | アメリカ合衆国の旗       | グレッグ・ゴルソン         | 右                       | 右                       | 25                       | 外野手                 | 27                     | ドミニカ共和国の旗     | ブラディミール・ゲレーロ★ | 右                     | 右                     | 35                     |
| 外野手                   | 26                       | アメリカ合衆国の旗       | オースティン・カーンズ＃   | 右                       | 右                       | 30                       | 外野手                 | 32                     | アメリカ合衆国の旗     | ジョシュ・ハミルトン★     | 左                     | 左                     | 29                     |
| 外野手                   | 33                       | アメリカ合衆国の旗       | ニック・スウィッシャー★    | 左                       | 両                       | 29                       | 外野手                 | 7                      | アメリカ合衆国の旗     | デビッド・マーフィー      | 左                     | 左                     | 28                     |
| 外野手                   | 38                       | アメリカ合衆国の旗       | マーカス・テイムズ         | 右                       | 右                       | 33                       |                        |                        |                        |                           |                        |                        |                        |

※  第4戦終了後にテシェイラが故障のためロースターを外れ、第5戦からはヌニェスが代わりに登録された。
地区シリーズのロースターからは、ヤンキースは変更はない。これに対しレンジャーズは、救援右腕ダスティン・ニッパートと内野手エステバン・ヘルマンを外し、いずれも救援左腕のマイケル・カークマンとクレイ・ラパダを加えた。地区シリーズでは、ニッパートは第3戦の9回表に登板し1イニングで2失点、ヘルマンは出場機会なしに終わっていた。右の先発投手コルビー・ルイスとトミー・ハンターにいずれも体調面などから長いイニングを投げられない不安があり、加えて地区シリーズでは他の救援投手にも負担がかかっていたことから、カークマンには試合の中盤で複数イニングを消化する役割が、ラパダにはロビンソン・カノに対するワンポイントリリーフの役割が、それぞれ想定される。

## 試合結果
2010年のアメリカンリーグ優勝決定戦は10月15日に開幕し、途中に移動日を挟んで8日間で6試合が行われた。日程・結果は以下の通り。
| 日付                                                        | 試合  | ビジター球団（先攻）     | スコア | ホーム球団（後攻）       | 開催球場                   | 開催球場                                                                 |
| ----------------------------------------------------------- | ----- | ------------------------ | ------ | ------------------------ | -------------------------- | ------------------------------------------------------------------------ |
| 10月15日（金）                                              | 第1戦 | ニューヨーク・ヤンキース | 6－5   | テキサス・レンジャーズ   | レンジャーズ・ボールパーク | レンジャーズ・ · ボールパーク・ · イン・アーリントンヤンキー・スタジアム |
| 10月16日（土）                                              | 第2戦 | ニューヨーク・ヤンキース | 2－7   | テキサス・レンジャーズ   | レンジャーズ・ボールパーク | レンジャーズ・ · ボールパーク・ · イン・アーリントンヤンキー・スタジアム |
| 10月17日（日）                                              |       | 移動日                   | 移動日 | 移動日                   |                            | レンジャーズ・ · ボールパーク・ · イン・アーリントンヤンキー・スタジアム |
| 10月18日（月）                                              | 第3戦 | テキサス・レンジャーズ   | 8－0   | ニューヨーク・ヤンキース | ヤンキー・スタジアム       | レンジャーズ・ · ボールパーク・ · イン・アーリントンヤンキー・スタジアム |
| 10月19日（火）                                              | 第4戦 | テキサス・レンジャーズ   | 10－3  | ニューヨーク・ヤンキース | ヤンキー・スタジアム       | レンジャーズ・ · ボールパーク・ · イン・アーリントンヤンキー・スタジアム |
| 10月20日（水）                                              | 第5戦 | テキサス・レンジャーズ   | 2－7   | ニューヨーク・ヤンキース | ヤンキー・スタジアム       | レンジャーズ・ · ボールパーク・ · イン・アーリントンヤンキー・スタジアム |
| 10月21日（木）                                              |       | 移動日                   | 移動日 | 移動日                   |                            | レンジャーズ・ · ボールパーク・ · イン・アーリントンヤンキー・スタジアム |
| 10月22日（金）                                              | 第6戦 | ニューヨーク・ヤンキース | 1－6   | テキサス・レンジャーズ   | レンジャーズ・ボールパーク | レンジャーズ・ · ボールパーク・ · イン・アーリントンヤンキー・スタジアム |
| 優勝：テキサス・レンジャーズ（4勝2敗 / 球団創設50年目で初） |       |                          |        |                          |                            | レンジャーズ・ · ボールパーク・ · イン・アーリントンヤンキー・スタジアム |

### 第1戦 10月15日
- レンジャーズ・ボールパーク・イン・アーリントン（テキサス州アーリントン）

|                          | 1 | 2 | 3 | 4 | 5 | 6 | 7 | 8 | 9 | R | H  | E |
| ------------------------ | - | - | - | - | - | - | - | - | - | - | -- | - |
| ニューヨーク・ヤンキース | 0 | 0 | 0 | 0 | 0 | 0 | 1 | 5 | 0 | 6 | 10 | 1 |
| テキサス・レンジャーズ   | 3 | 0 | 0 | 2 | 0 | 0 | 0 | 0 | 0 | 5 | 7  | 1 |

1. 勝利：ダスティン・モズリー（1勝）
2. セーブ：マリアノ・リベラ（1S）
3. 敗戦：ダレン・オデイ（1敗）
4. 本塁打
NYY：ロビンソン・カノ1号ソロ
TEX：ジョシュ・ハミルトン1号3ラン
5. 審判
［球審］ジェリー・デービス
［塁審］一塁: トニー・ランダッゾ、二塁: ジム・レイノルズ、三塁: エンジェル・ヘルナンデス
［外審］左翼: フィールディン・カルブレス、右翼: ブライアン・ゴーマン
6. 試合開始時刻: 中部夏時間（UTC-5）午後7時7分  試合時間: 3時間50分  観客: 5万930人  気温: 80°F（26.7°C）
詳細: MLB.com Gameday / ESPN.com / Baseball-Reference.com / Fangraphs

| ニューヨーク・ヤンキース | ニューヨーク・ヤンキース | ニューヨーク・ヤンキース | ニューヨーク・ヤンキース | ニューヨーク・ヤンキース | テキサス・レンジャーズ | テキサス・レンジャーズ | テキサス・レンジャーズ | テキサス・レンジャーズ | テキサス・レンジャーズ |
| ------------------------ | ------------------------ | ------------------------ | ------------------------ | --- | ---------------------- | ---------------------- | ---------------------- | ---------------------- | --- |
| 打順                     | 守備                     | 選手                     | 打席                     | C・サバシアJ・ポサダM・テシェイラR・カノA・ロドリゲスD・ジーターB・ガードナーC・グランダーソンN・スウィッ · シャーM・テイムズ | 打順                   | 守備                   | 選手                   | 打席                   | C・ウィルソンM・トレーナーJ・カントゥI・キンズラーM・ヤングE・アンドラスN・クルーズJ・ハミルトンJ・フランコーアV・ゲレーロ |
| 1                        | 遊                       | D・ジーター              | 右                       | C・サバシアJ・ポサダM・テシェイラR・カノA・ロドリゲスD・ジーターB・ガードナーC・グランダーソンN・スウィッ · シャーM・テイムズ | 1                      | 遊                     | E・アンドラス          | 右                     | C・ウィルソンM・トレーナーJ・カントゥI・キンズラーM・ヤングE・アンドラスN・クルーズJ・ハミルトンJ・フランコーアV・ゲレーロ |
| 2                        | 右                       | N・スウィッシャー        | 両                       | C・サバシアJ・ポサダM・テシェイラR・カノA・ロドリゲスD・ジーターB・ガードナーC・グランダーソンN・スウィッ · シャーM・テイムズ | 2                      | 三                     | M・ヤング              | 右                     | C・ウィルソンM・トレーナーJ・カントゥI・キンズラーM・ヤングE・アンドラスN・クルーズJ・ハミルトンJ・フランコーアV・ゲレーロ |
| 3                        | 一                       | M・テシェイラ            | 両                       | C・サバシアJ・ポサダM・テシェイラR・カノA・ロドリゲスD・ジーターB・ガードナーC・グランダーソンN・スウィッ · シャーM・テイムズ | 3                      | 中                     | J・ハミルトン          | 左                     | C・ウィルソンM・トレーナーJ・カントゥI・キンズラーM・ヤングE・アンドラスN・クルーズJ・ハミルトンJ・フランコーアV・ゲレーロ |
| 4                        | 三                       | A・ロドリゲス            | 右                       | C・サバシアJ・ポサダM・テシェイラR・カノA・ロドリゲスD・ジーターB・ガードナーC・グランダーソンN・スウィッ · シャーM・テイムズ | 4                      | DH                     | V・ゲレーロ            | 右                     | C・ウィルソンM・トレーナーJ・カントゥI・キンズラーM・ヤングE・アンドラスN・クルーズJ・ハミルトンJ・フランコーアV・ゲレーロ |
| 5                        | 二                       | R・カノ                  | 左                       | C・サバシアJ・ポサダM・テシェイラR・カノA・ロドリゲスD・ジーターB・ガードナーC・グランダーソンN・スウィッ · シャーM・テイムズ | 5                      | 左                     | N・クルーズ            | 右                     | C・ウィルソンM・トレーナーJ・カントゥI・キンズラーM・ヤングE・アンドラスN・クルーズJ・ハミルトンJ・フランコーアV・ゲレーロ |
| 6                        | DH                       | M・テイムズ              | 右                       | C・サバシアJ・ポサダM・テシェイラR・カノA・ロドリゲスD・ジーターB・ガードナーC・グランダーソンN・スウィッ · シャーM・テイムズ | 6                      | 二                     | I・キンズラー          | 右                     | C・ウィルソンM・トレーナーJ・カントゥI・キンズラーM・ヤングE・アンドラスN・クルーズJ・ハミルトンJ・フランコーアV・ゲレーロ |
| 7                        | 捕                       | J・ポサダ                | 両                       | C・サバシアJ・ポサダM・テシェイラR・カノA・ロドリゲスD・ジーターB・ガードナーC・グランダーソンN・スウィッ · シャーM・テイムズ | 7                      | 右                     | J・フランコーア        | 右                     | C・ウィルソンM・トレーナーJ・カントゥI・キンズラーM・ヤングE・アンドラスN・クルーズJ・ハミルトンJ・フランコーアV・ゲレーロ |
| 8                        | 中                       | C・グランダーソン        | 左                       | C・サバシアJ・ポサダM・テシェイラR・カノA・ロドリゲスD・ジーターB・ガードナーC・グランダーソンN・スウィッ · シャーM・テイムズ | 8                      | 捕                     | M・トレーナー          | 右                     | C・ウィルソンM・トレーナーJ・カントゥI・キンズラーM・ヤングE・アンドラスN・クルーズJ・ハミルトンJ・フランコーアV・ゲレーロ |
| 9                        | 左                       | B・ガードナー            | 左                       | C・サバシアJ・ポサダM・テシェイラR・カノA・ロドリゲスD・ジーターB・ガードナーC・グランダーソンN・スウィッ · シャーM・テイムズ | 9                      | 一                     | J・カントゥ            | 右                     | C・ウィルソンM・トレーナーJ・カントゥI・キンズラーM・ヤングE・アンドラスN・クルーズJ・ハミルトンJ・フランコーアV・ゲレーロ |
| 先発投手                 | 先発投手                 | 先発投手                 | 投球                     | C・サバシアJ・ポサダM・テシェイラR・カノA・ロドリゲスD・ジーターB・ガードナーC・グランダーソンN・スウィッ · シャーM・テイムズ | 先発投手               | 先発投手               | 先発投手               | 投球                   | C・ウィルソンM・トレーナーJ・カントゥI・キンズラーM・ヤングE・アンドラスN・クルーズJ・ハミルトンJ・フランコーアV・ゲレーロ |
| C・サバシア              | C・サバシア              | C・サバシア              | 左                       | C・サバシアJ・ポサダM・テシェイラR・カノA・ロドリゲスD・ジーターB・ガードナーC・グランダーソンN・スウィッ · シャーM・テイムズ | C・ウィルソン          | C・ウィルソン          | C・ウィルソン          | 左                     | C・ウィルソンM・トレーナーJ・カントゥI・キンズラーM・ヤングE・アンドラスN・クルーズJ・ハミルトンJ・フランコーアV・ゲレーロ |

レンジャーズは初回裏、先頭打者エルビス・アンドラスが四球で出塁すると、2番マイケル・ヤングが左前打で続いて無死一・三塁の好機を作り、3番ジョシュ・ハミルトンの3点本塁打で先制する。4回裏にも二死一・二塁から2番ヤングの2点二塁打でリードを5点に広げ、この回終了をもって相手先発CC・サバシアを降板に追い込んだ。一方のヤンキース打線はレンジャーズ先発C.J.ウィルソンを打ちあぐねていたものの、7回表に先頭打者ロビンソン・カノの本塁打で1点を返すと、8回表にも1番デレク・ジーターの適時二塁打で3点差に戻した。なおも無死二塁でレンジャーズは継投に入ったが、2番手投手ダレン・オリバーは2者連続与四球で満塁の危機を招き、3番手投手ダレン・オデイは4番アレックス・ロドリゲスに2点適時打を、4番手投手クレイ・ラパダは5番カノに同点適時打を、5番手投手デレク・ホランドは6番マーカス・テイムズに勝ち越し適時打を許した。ヤンキース救援投手陣は5回裏以降の4イニングを3投手で無失点に封じて抑え投手マリアノ・リベラに繋ぎ、リベラは9回裏に一死二塁と同点の走者を得点圏に背負いながら1点差を守りきった。8回以降に4点差逆転というのは、ポストシーズン史上5度目のできごとである。

### 第2戦 10月16日
- レンジャーズ・ボールパーク・イン・アーリントン（テキサス州アーリントン）

|                          | 1 | 2 | 3 | 4 | 5 | 6 | 7 | 8 | 9 | R | H  | E |
| ------------------------ | - | - | - | - | - | - | - | - | - | - | -- | - |
| ニューヨーク・ヤンキース | 0 | 0 | 0 | 1 | 0 | 1 | 0 | 0 | 0 | 2 | 7  | 0 |
| テキサス・レンジャーズ   | 1 | 2 | 2 | 0 | 2 | 0 | 0 | 0 | X | 7 | 12 | 0 |

1. 勝利：コルビー・ルイス（1勝）
2. 敗戦：フィル・ヒューズ（1敗）
3. 本塁打
NYY：ロビンソン・カノ2号ソロ
TEX：デビッド・マーフィー1号ソロ
4. 審判
［球審］トニー・ランダッゾ
［塁審］一塁: ジム・レイノルズ、二塁: エンジェル・ヘルナンデス、三塁: フィールディン・カルブレス
［外審］左翼: ブライアン・ゴーマン、右翼: ジェリー・デービス
5. 試合開始時刻: 中部夏時間（UTC-5）午後3時7分  試合時間: 3時間52分  観客: 5万362人  気温: 83°F（28.3°C）
詳細: MLB.com Gameday / ESPN.com / Baseball-Reference.com / Fangraphs

| ニューヨーク・ヤンキース | ニューヨーク・ヤンキース | ニューヨーク・ヤンキース | ニューヨーク・ヤンキース | ニューヨーク・ヤンキース | テキサス・レンジャーズ | テキサス・レンジャーズ | テキサス・レンジャーズ | テキサス・レンジャーズ | テキサス・レンジャーズ                                                                                               |
| ------------------------ | ------------------------ | ------------------------ | ------------------------ | --- | ---------------------- | ---------------------- | ---------------------- | ---------------------- | --- |
| 打順                     | 守備                     | 選手                     | 打席                     | P・ヒューズJ・ポサダM・テシェイラR・カノA・ロドリゲスD・ジーターB・ガードナーC・グランダーソンN・スウィッ · シャーL・バークマン | 打順                   | 守備                   | 選手                   | 打席                   | C・ルイスB・モリーナM・モアランドI・キンズラーM・ヤングE・アンドラスD・マーフィーJ・ハミルトンN・クルーズV・ゲレーロ |
| 1                        | 遊                       | D・ジーター              | 右                       | P・ヒューズJ・ポサダM・テシェイラR・カノA・ロドリゲスD・ジーターB・ガードナーC・グランダーソンN・スウィッ · シャーL・バークマン | 1                      | 遊                     | E・アンドラス          | 右                     | C・ルイスB・モリーナM・モアランドI・キンズラーM・ヤングE・アンドラスD・マーフィーJ・ハミルトンN・クルーズV・ゲレーロ |
| 2                        | 中                       | C・グランダーソン        | 左                       | P・ヒューズJ・ポサダM・テシェイラR・カノA・ロドリゲスD・ジーターB・ガードナーC・グランダーソンN・スウィッ · シャーL・バークマン | 2                      | 三                     | M・ヤング              | 右                     | C・ルイスB・モリーナM・モアランドI・キンズラーM・ヤングE・アンドラスD・マーフィーJ・ハミルトンN・クルーズV・ゲレーロ |
| 3                        | 一                       | M・テシェイラ            | 両                       | P・ヒューズJ・ポサダM・テシェイラR・カノA・ロドリゲスD・ジーターB・ガードナーC・グランダーソンN・スウィッ · シャーL・バークマン | 3                      | 中                     | J・ハミルトン          | 左                     | C・ルイスB・モリーナM・モアランドI・キンズラーM・ヤングE・アンドラスD・マーフィーJ・ハミルトンN・クルーズV・ゲレーロ |
| 4                        | 三                       | A・ロドリゲス            | 右                       | P・ヒューズJ・ポサダM・テシェイラR・カノA・ロドリゲスD・ジーターB・ガードナーC・グランダーソンN・スウィッ · シャーL・バークマン | 4                      | DH                     | V・ゲレーロ            | 右                     | C・ルイスB・モリーナM・モアランドI・キンズラーM・ヤングE・アンドラスD・マーフィーJ・ハミルトンN・クルーズV・ゲレーロ |
| 5                        | 二                       | R・カノ                  | 左                       | P・ヒューズJ・ポサダM・テシェイラR・カノA・ロドリゲスD・ジーターB・ガードナーC・グランダーソンN・スウィッ · シャーL・バークマン | 5                      | 右                     | N・クルーズ            | 右                     | C・ルイスB・モリーナM・モアランドI・キンズラーM・ヤングE・アンドラスD・マーフィーJ・ハミルトンN・クルーズV・ゲレーロ |
| 6                        | 右                       | N・スウィッシャー        | 両                       | P・ヒューズJ・ポサダM・テシェイラR・カノA・ロドリゲスD・ジーターB・ガードナーC・グランダーソンN・スウィッ · シャーL・バークマン | 6                      | 二                     | I・キンズラー          | 右                     | C・ルイスB・モリーナM・モアランドI・キンズラーM・ヤングE・アンドラスD・マーフィーJ・ハミルトンN・クルーズV・ゲレーロ |
| 7                        | 捕                       | J・ポサダ                | 両                       | P・ヒューズJ・ポサダM・テシェイラR・カノA・ロドリゲスD・ジーターB・ガードナーC・グランダーソンN・スウィッ · シャーL・バークマン | 7                      | 左                     | D・マーフィー          | 左                     | C・ルイスB・モリーナM・モアランドI・キンズラーM・ヤングE・アンドラスD・マーフィーJ・ハミルトンN・クルーズV・ゲレーロ |
| 8                        | DH                       | L・バークマン            | 両                       | P・ヒューズJ・ポサダM・テシェイラR・カノA・ロドリゲスD・ジーターB・ガードナーC・グランダーソンN・スウィッ · シャーL・バークマン | 8                      | 捕                     | B・モリーナ            | 右                     | C・ルイスB・モリーナM・モアランドI・キンズラーM・ヤングE・アンドラスD・マーフィーJ・ハミルトンN・クルーズV・ゲレーロ |
| 9                        | 左                       | B・ガードナー            | 左                       | P・ヒューズJ・ポサダM・テシェイラR・カノA・ロドリゲスD・ジーターB・ガードナーC・グランダーソンN・スウィッ · シャーL・バークマン | 9                      | 一                     | M・モアランド          | 左                     | C・ルイスB・モリーナM・モアランドI・キンズラーM・ヤングE・アンドラスD・マーフィーJ・ハミルトンN・クルーズV・ゲレーロ |
| 先発投手                 | 先発投手                 | 先発投手                 | 投球                     | P・ヒューズJ・ポサダM・テシェイラR・カノA・ロドリゲスD・ジーターB・ガードナーC・グランダーソンN・スウィッ · シャーL・バークマン | 先発投手               | 先発投手               | 先発投手               | 投球                   | C・ルイスB・モリーナM・モアランドI・キンズラーM・ヤングE・アンドラスD・マーフィーJ・ハミルトンN・クルーズV・ゲレーロ |
| P・ヒューズ              | P・ヒューズ              | P・ヒューズ              | 右                       | P・ヒューズJ・ポサダM・テシェイラR・カノA・ロドリゲスD・ジーターB・ガードナーC・グランダーソンN・スウィッ · シャーL・バークマン | C・ルイス              | C・ルイス              | C・ルイス              | 右                     | C・ルイスB・モリーナM・モアランドI・キンズラーM・ヤングE・アンドラスD・マーフィーJ・ハミルトンN・クルーズV・ゲレーロ |

初回裏、レンジャーズは先頭打者エルビス・アンドラスが内野安打で出塁後、暴投と盗塁で三塁へ進む。3番ジョシュ・ハミルトンが四球を選び、二死一・三塁で5番ネルソン・クルーズの打順を迎えると、その打席の3球目に塁上の2走者が重盗を仕掛けた。これが成功しアンドラスが生還、レンジャーズが先制点を挙げた。レンジャーズ監督のロン・ワシントンは、この重盗を「これが私たちのスタイル。おかげで勢いがついた」と称賛した。この回、ヤンキース先発フィル・ヒューズが投じた28球のうち、フェアゾーンへ打球が飛んだのはアンドラスの内野安打だけだった。
レンジャーズは続く2回裏にも7番デビッド・マーフィーのソロ本塁打などで2点、3回裏には7番マーフィーと8番ベンジー・モリーナの連続適時二塁打で2点を加え、リードを広げていく。レンジャーズ先発コルビー・ルイスは6回表途中までを2失点とし、二死一・二塁で救援投手陣にマウンドを託す。この場面はクレイ・ラパダが代打マーカス・テイムズを三振させてイニングを終わらせた。ヤンキース打線は7回表以降も3イニング連続で走者を得点圏へ進めたが、レンジャーズ救援投手陣は無失点で乗り切って勝利を収めた。レンジャーズにとってこの勝利は、ポストシーズンでのヤンキース戦の連敗を10で止める勝利であり、本拠地球場でのポストシーズン通算8試合目で挙げた初めての勝利でもあった。

### 第3戦 10月18日
- ヤンキー・スタジアム（ニューヨーク州ニューヨーク市ブロンクス区）

|                          | 1 | 2 | 3 | 4 | 5 | 6 | 7 | 8 | 9 | R | H  | E |
| ------------------------ | - | - | - | - | - | - | - | - | - | - | -- | - |
| テキサス・レンジャーズ   | 2 | 0 | 0 | 0 | 0 | 0 | 0 | 0 | 6 | 8 | 11 | 0 |
| ニューヨーク・ヤンキース | 0 | 0 | 0 | 0 | 0 | 0 | 0 | 0 | 0 | 0 | 2  | 0 |

1. 勝利：クリフ・リー（1勝）
2. 敗戦：アンディ・ペティット（1敗）
3. 本塁打
TEX：ジョシュ・ハミルトン2号2ラン
4. 審判
［球審］ジム・レイノルズ
［塁審］一塁: エンジェル・ヘルナンデス、二塁: フィールディン・カルブレス、三塁: ブライアン・ゴーマン
［外審］左翼: ジェリー・デービス、右翼: トニー・ランダッゾ
5. 試合開始時刻: 東部夏時間（UTC-4）午後8時9分  試合時間: 3時間18分  観客: 4万9480人  気温: 55°F（12.8°C）
詳細: MLB.com Gameday / ESPN.com / Baseball-Reference.com / Fangraphs

| テキサス・レンジャーズ | テキサス・レンジャーズ | テキサス・レンジャーズ | テキサス・レンジャーズ | テキサス・レンジャーズ                                                                                               | ニューヨーク・ヤンキース | ニューヨーク・ヤンキース | ニューヨーク・ヤンキース | ニューヨーク・ヤンキース | ニューヨーク・ヤンキース |
| ---------------------- | ---------------------- | ---------------------- | ---------------------- | --- | ------------------------ | ------------------------ | ------------------------ | ------------------------ | --- |
| 打順                   | 守備                   | 選手                   | 打席                   | C・リーB・モリーナM・モアランドI・キンズラーM・ヤングE・アンドラスN・クルーズJ・ハミルトンJ・フランコーアV・ゲレーロ | 打順                     | 守備                     | 選手                     | 打席                     | A・ペティットJ・ポサダM・テシェイラR・カノA・ロドリゲスD・ジーターB・ガードナーC・グランダーソンN・スウィッ · シャーM・テイムズ |
| 1                      | 遊                     | E・アンドラス          | 右                     | C・リーB・モリーナM・モアランドI・キンズラーM・ヤングE・アンドラスN・クルーズJ・ハミルトンJ・フランコーアV・ゲレーロ | 1                        | 遊                       | D・ジーター              | 右                       | A・ペティットJ・ポサダM・テシェイラR・カノA・ロドリゲスD・ジーターB・ガードナーC・グランダーソンN・スウィッ · シャーM・テイムズ |
| 2                      | 三                     | M・ヤング              | 右                     | C・リーB・モリーナM・モアランドI・キンズラーM・ヤングE・アンドラスN・クルーズJ・ハミルトンJ・フランコーアV・ゲレーロ | 2                        | 右                       | N・スウィッシャー        | 両                       | A・ペティットJ・ポサダM・テシェイラR・カノA・ロドリゲスD・ジーターB・ガードナーC・グランダーソンN・スウィッ · シャーM・テイムズ |
| 3                      | 中                     | J・ハミルトン          | 左                     | C・リーB・モリーナM・モアランドI・キンズラーM・ヤングE・アンドラスN・クルーズJ・ハミルトンJ・フランコーアV・ゲレーロ | 3                        | 一                       | M・テシェイラ            | 両                       | A・ペティットJ・ポサダM・テシェイラR・カノA・ロドリゲスD・ジーターB・ガードナーC・グランダーソンN・スウィッ · シャーM・テイムズ |
| 4                      | DH                     | V・ゲレーロ            | 右                     | C・リーB・モリーナM・モアランドI・キンズラーM・ヤングE・アンドラスN・クルーズJ・ハミルトンJ・フランコーアV・ゲレーロ | 4                        | 三                       | A・ロドリゲス            | 右                       | A・ペティットJ・ポサダM・テシェイラR・カノA・ロドリゲスD・ジーターB・ガードナーC・グランダーソンN・スウィッ · シャーM・テイムズ |
| 5                      | 左                     | N・クルーズ            | 右                     | C・リーB・モリーナM・モアランドI・キンズラーM・ヤングE・アンドラスN・クルーズJ・ハミルトンJ・フランコーアV・ゲレーロ | 5                        | 二                       | R・カノ                  | 左                       | A・ペティットJ・ポサダM・テシェイラR・カノA・ロドリゲスD・ジーターB・ガードナーC・グランダーソンN・スウィッ · シャーM・テイムズ |
| 6                      | 二                     | I・キンズラー          | 右                     | C・リーB・モリーナM・モアランドI・キンズラーM・ヤングE・アンドラスN・クルーズJ・ハミルトンJ・フランコーアV・ゲレーロ | 6                        | DH                       | M・テイムズ              | 右                       | A・ペティットJ・ポサダM・テシェイラR・カノA・ロドリゲスD・ジーターB・ガードナーC・グランダーソンN・スウィッ · シャーM・テイムズ |
| 7                      | 右                     | J・フランコーア        | 右                     | C・リーB・モリーナM・モアランドI・キンズラーM・ヤングE・アンドラスN・クルーズJ・ハミルトンJ・フランコーアV・ゲレーロ | 7                        | 捕                       | J・ポサダ                | 両                       | A・ペティットJ・ポサダM・テシェイラR・カノA・ロドリゲスD・ジーターB・ガードナーC・グランダーソンN・スウィッ · シャーM・テイムズ |
| 8                      | 捕                     | B・モリーナ            | 右                     | C・リーB・モリーナM・モアランドI・キンズラーM・ヤングE・アンドラスN・クルーズJ・ハミルトンJ・フランコーアV・ゲレーロ | 8                        | 中                       | C・グランダーソン        | 左                       | A・ペティットJ・ポサダM・テシェイラR・カノA・ロドリゲスD・ジーターB・ガードナーC・グランダーソンN・スウィッ · シャーM・テイムズ |
| 9                      | 一                     | M・モアランド          | 左                     | C・リーB・モリーナM・モアランドI・キンズラーM・ヤングE・アンドラスN・クルーズJ・ハミルトンJ・フランコーアV・ゲレーロ | 9                        | 左                       | B・ガードナー            | 左                       | A・ペティットJ・ポサダM・テシェイラR・カノA・ロドリゲスD・ジーターB・ガードナーC・グランダーソンN・スウィッ · シャーM・テイムズ |
| 先発投手               | 先発投手               | 先発投手               | 投球                   | C・リーB・モリーナM・モアランドI・キンズラーM・ヤングE・アンドラスN・クルーズJ・ハミルトンJ・フランコーアV・ゲレーロ | 先発投手                 | 先発投手                 | 先発投手                 | 投球                     | A・ペティットJ・ポサダM・テシェイラR・カノA・ロドリゲスD・ジーターB・ガードナーC・グランダーソンN・スウィッ · シャーM・テイムズ |
| C・リー                | C・リー                | C・リー                | 左                     | C・リーB・モリーナM・モアランドI・キンズラーM・ヤングE・アンドラスN・クルーズJ・ハミルトンJ・フランコーアV・ゲレーロ | A・ペティット            | A・ペティット            | A・ペティット            | 左                       | A・ペティットJ・ポサダM・テシェイラR・カノA・ロドリゲスD・ジーターB・ガードナーC・グランダーソンN・スウィッ · シャーM・テイムズ |

レンジャーズは初回表、3番ジョシュ・ハミルトンの2点本塁打で先制点を挙げる。その後は両チームの先発投手、ヤンキースのアンディ・ペティットとレンジャーズのクリフ・リーが互いに失点を許さず、2－0のまま試合が進んでいく。ペティットは7イニングを被安打5・与四球0・奪三振5で2失点、リーは8イニングを被安打2・与四球1・奪三振13で無失点とした。特にリーは27打者との対戦で、ボールカウントを2ストライクにしたのが20度に対し、3ボールにしたのは3度にとどめた。9回表、レンジャーズ先頭の左打者ハミルトンに対し、ヤンキースは左腕投手ブーン・ローガンをマウンドへ送るが、ハミルトンは二塁打で出塁する。続いて登板したデビッド・ロバートソンに対し、レンジャーズ打線は5安打を浴びせて5点を奪い、さらに次の投手セルジオ・ミトレの初球暴投でこの回6得点、8－0とヤンキースを一気に突き放した。9回裏はレンジャーズの抑え投手ネフタリ・フェリスが、1番デレク・ジーターから始まるヤンキース打線を三者凡退に封じて締めた。
ヤンキー・スタジアムで開催された今シリーズを、リーの妻クリステンはビジター球団関係者向けに用意された席で観戦していた。このとき上の席に陣取っていたヤンキースのファンが、唾を吐きかけたりビールを投げつけたり、卑猥な野次を飛ばしたりといった嫌がらせをしたという。シーズン終了後にリーはFAとなり、ヤンキースも獲得に乗り出したものの、リーはフィラデルフィア・フィリーズへの移籍を選んだ。この一件が決断に与えた影響について、リー夫妻はいずれも公には否定している。ただ、契約総額ではヤンキースの提示した条件のほうが2000万ドル以上高かったうえ、フィリーズとの契約にはヤンキースへのトレード拒否権も含まれるなど、リーはあからさまにヤンキースを避けている。そのことから、実際には決断に影響している可能性も否定できない。

### 第4戦 10月19日
- ヤンキー・スタジアム（ニューヨーク州ニューヨーク市ブロンクス区）

|                          | 1 | 2 | 3 | 4 | 5 | 6 | 7 | 8 | 9 | R  | H  | E |
| ------------------------ | - | - | - | - | - | - | - | - | - | -- | -- | - |
| テキサス・レンジャーズ   | 0 | 0 | 2 | 0 | 0 | 3 | 2 | 0 | 3 | 10 | 13 | 0 |
| ニューヨーク・ヤンキース | 0 | 1 | 1 | 1 | 0 | 0 | 0 | 0 | 0 | 3  | 7  | 0 |

1. 勝利：デレク・ホランド（1勝）
2. セーブ：ダレン・オリバー（1S）
3. 敗戦：A.J.バーネット（1敗）
4. 本塁打
TEX：ベンジー・モリーナ1号3ラン、ジョシュ・ハミルトン3号ソロ・4号ソロ、ネルソン・クルーズ1号2ラン
NYY：ロビンソン・カノ3号ソロ
5. 審判
［球審］エンジェル・ヘルナンデス
［塁審］一塁: フィールディン・カルブレス、二塁: ブライアン・ゴーマン、三塁: ジェリー・デービス
［外審］左翼: トニー・ランダッゾ、右翼: ジム・レイノルズ
6. 試合開始時刻: 東部夏時間（UTC-4）午後8時7分  試合時間: 4時間5分  観客: 4万9977人  気温: 54°F（12.2°C）
詳細: MLB.com Gameday / ESPN.com / Baseball-Reference.com / Fangraphs

| テキサス・レンジャーズ | テキサス・レンジャーズ | テキサス・レンジャーズ | テキサス・レンジャーズ | テキサス・レンジャーズ                                                                                                 | ニューヨーク・ヤンキース | ニューヨーク・ヤンキース | ニューヨーク・ヤンキース | ニューヨーク・ヤンキース | ニューヨーク・ヤンキース |
| ---------------------- | ---------------------- | ---------------------- | ---------------------- | --- | ------------------------ | ------------------------ | ------------------------ | ------------------------ | --- |
| 打順                   | 守備                   | 選手                   | 打席                   | T・ハンターB・モリーナM・モアランドI・キンズラーM・ヤングE・アンドラスD・マーフィーJ・ハミルトンN・クルーズV・ゲレーロ | 打順                     | 守備                     | 選手                     | 打席                     | A・バーネットF・セルベーリM・テシェイラR・カノA・ロドリゲスD・ジーターB・ガードナーC・グランダーソンN・スウィッ · シャーL・バークマン |
| 1                      | 遊                     | E・アンドラス          | 右                     | T・ハンターB・モリーナM・モアランドI・キンズラーM・ヤングE・アンドラスD・マーフィーJ・ハミルトンN・クルーズV・ゲレーロ | 1                        | 遊                       | D・ジーター              | 右                       | A・バーネットF・セルベーリM・テシェイラR・カノA・ロドリゲスD・ジーターB・ガードナーC・グランダーソンN・スウィッ · シャーL・バークマン |
| 2                      | 三                     | M・ヤング              | 右                     | T・ハンターB・モリーナM・モアランドI・キンズラーM・ヤングE・アンドラスD・マーフィーJ・ハミルトンN・クルーズV・ゲレーロ | 2                        | 中                       | C・グランダーソン        | 左                       | A・バーネットF・セルベーリM・テシェイラR・カノA・ロドリゲスD・ジーターB・ガードナーC・グランダーソンN・スウィッ · シャーL・バークマン |
| 3                      | 中                     | J・ハミルトン          | 左                     | T・ハンターB・モリーナM・モアランドI・キンズラーM・ヤングE・アンドラスD・マーフィーJ・ハミルトンN・クルーズV・ゲレーロ | 3                        | 一                       | M・テシェイラ            | 両                       | A・バーネットF・セルベーリM・テシェイラR・カノA・ロドリゲスD・ジーターB・ガードナーC・グランダーソンN・スウィッ · シャーL・バークマン |
| 4                      | DH                     | V・ゲレーロ            | 右                     | T・ハンターB・モリーナM・モアランドI・キンズラーM・ヤングE・アンドラスD・マーフィーJ・ハミルトンN・クルーズV・ゲレーロ | 4                        | 三                       | A・ロドリゲス            | 右                       | A・バーネットF・セルベーリM・テシェイラR・カノA・ロドリゲスD・ジーターB・ガードナーC・グランダーソンN・スウィッ · シャーL・バークマン |
| 5                      | 右                     | N・クルーズ            | 右                     | T・ハンターB・モリーナM・モアランドI・キンズラーM・ヤングE・アンドラスD・マーフィーJ・ハミルトンN・クルーズV・ゲレーロ | 5                        | 二                       | R・カノ                  | 左                       | A・バーネットF・セルベーリM・テシェイラR・カノA・ロドリゲスD・ジーターB・ガードナーC・グランダーソンN・スウィッ · シャーL・バークマン |
| 6                      | 二                     | I・キンズラー          | 右                     | T・ハンターB・モリーナM・モアランドI・キンズラーM・ヤングE・アンドラスD・マーフィーJ・ハミルトンN・クルーズV・ゲレーロ | 6                        | 右                       | N・スウィッシャー        | 両                       | A・バーネットF・セルベーリM・テシェイラR・カノA・ロドリゲスD・ジーターB・ガードナーC・グランダーソンN・スウィッ · シャーL・バークマン |
| 7                      | 左                     | D・マーフィー          | 左                     | T・ハンターB・モリーナM・モアランドI・キンズラーM・ヤングE・アンドラスD・マーフィーJ・ハミルトンN・クルーズV・ゲレーロ | 7                        | DH                       | L・バークマン            | 両                       | A・バーネットF・セルベーリM・テシェイラR・カノA・ロドリゲスD・ジーターB・ガードナーC・グランダーソンN・スウィッ · シャーL・バークマン |
| 8                      | 捕                     | B・モリーナ            | 右                     | T・ハンターB・モリーナM・モアランドI・キンズラーM・ヤングE・アンドラスD・マーフィーJ・ハミルトンN・クルーズV・ゲレーロ | 8                        | 左                       | B・ガードナー            | 左                       | A・バーネットF・セルベーリM・テシェイラR・カノA・ロドリゲスD・ジーターB・ガードナーC・グランダーソンN・スウィッ · シャーL・バークマン |
| 9                      | 一                     | M・モアランド          | 左                     | T・ハンターB・モリーナM・モアランドI・キンズラーM・ヤングE・アンドラスD・マーフィーJ・ハミルトンN・クルーズV・ゲレーロ | 9                        | 捕                       | F・セルベーリ            | 右                       | A・バーネットF・セルベーリM・テシェイラR・カノA・ロドリゲスD・ジーターB・ガードナーC・グランダーソンN・スウィッ · シャーL・バークマン |
| 先発投手               | 先発投手               | 先発投手               | 投球                   | T・ハンターB・モリーナM・モアランドI・キンズラーM・ヤングE・アンドラスD・マーフィーJ・ハミルトンN・クルーズV・ゲレーロ | 先発投手                 | 先発投手                 | 先発投手                 | 投球                     | A・バーネットF・セルベーリM・テシェイラR・カノA・ロドリゲスD・ジーターB・ガードナーC・グランダーソンN・スウィッ · シャーL・バークマン |
| T・ハンター            | T・ハンター            | T・ハンター            | 右                     | T・ハンターB・モリーナM・モアランドI・キンズラーM・ヤングE・アンドラスD・マーフィーJ・ハミルトンN・クルーズV・ゲレーロ | A・バーネット            | A・バーネット            | A・バーネット            | 右                       | A・バーネットF・セルベーリM・テシェイラR・カノA・ロドリゲスD・ジーターB・ガードナーC・グランダーソンN・スウィッ · シャーL・バークマン |

ヤンキースの先発投手A.J.バーネットは、この日が17日ぶりの登板だったが初回表を三者凡退で終わらせ、今シリーズ4試合目で初めて初回の失点を免れたヤンキースの投手となった。2回裏、ヤンキースは5番ロビンソン・カノのソロ本塁打で先制する。この打球について、レンジャーズ右翼手ネルソン・クルーズは観客による守備妨害があったと主張したが、判定は覆らなかった。次打者ニック・スウィッシャーが三振に倒れたあと、7番ランス・バークマンが右翼ポール際に本塁打性の打球を放ち、一度は本塁打と判定されたものの、リプレイ検証の結果ファウルに変更された。バークマンは三振し、ヤンキースはこの回1点どまりに終わった。その直後の3回表、バーネットが与四球→暴投→与死球と制球を乱して無死一・二塁とする。レンジャーズは9番ミッチ・モアランドに犠牲バントをさせて走者を進め、1番エルビス・アンドラスの一ゴロと2番マイケル・ヤングの適時打で逆転した。しかしヤンキースは、その裏に二死三塁から2番カーティス・グランダーソンの適時打ですぐさま追いつき、4回裏には一死満塁から8番ブレット・ガードナーの遊ゴロ間に勝ち越した。
5回裏、ヤンキースは無死一・二塁と追加点の好機を迎えるが、3番マーク・テシェイラは三ゴロ、4番アレックス・ロドリゲスは遊ゴロ併殺に打ち取られる。テシェイラは一塁へ走る際に右ハムストリングを痛めて交代し、翌日にはロースターを外されてシーズンを終えることとなる。6回表、レンジャーズは二死二塁とする。ここでヤンキースは、7番デビッド・マーフィーを敬遠し、次打者ベンジー・モリーナとの勝負を選択した。モリーナは初球を左翼ポール際への3点本塁打とし、レンジャーズが逆転した。この場面については、バーネットを続投させたことや、逆転の走者を敬遠で自ら出塁させたことなど、ヤンキースの採った作戦に対して批判の声があがった。その後、レンジャーズが3番ジョシュ・ハミルトンの2本塁打などで加点していく一方、ヤンキースは8回裏一死満塁で無得点に終わるなど打線が反撃できず、10－3でレンジャーズが勝利して初のリーグ優勝に王手をかけた。

### 第5戦 10月20日
- ヤンキー・スタジアム（ニューヨーク州ニューヨーク市ブロンクス区）

|                          | 1 | 2 | 3 | 4 | 5 | 6 | 7 | 8 | 9 | R | H  | E |
| ------------------------ | - | - | - | - | - | - | - | - | - | - | -- | - |
| テキサス・レンジャーズ   | 0 | 0 | 0 | 0 | 1 | 1 | 0 | 0 | 0 | 2 | 13 | 1 |
| ニューヨーク・ヤンキース | 0 | 3 | 2 | 0 | 1 | 0 | 0 | 1 | X | 7 | 9  | 0 |

1. 勝利：CC・サバシア（1勝）
2. 敗戦：C.J.ウィルソン（1敗）
3. 本塁打
TEX：マット・トレーナー1号ソロ
NYY：ニック・スウィッシャー1号ソロ、ロビンソン・カノ4号ソロ、カーティス・グランダーソン1号ソロ
4. 審判
［球審］フィールディン・カルブレス
［塁審］一塁: ブライアン・ゴーマン、二塁: ジェリー・デービス、三塁: トニー・ランダッゾ
［外審］左翼: ジム・レイノルズ、右翼: エンジェル・ヘルナンデス
5. 試合開始時刻: 東部夏時間（UTC-4）午後4時7分  試合時間: 3時間48分  観客: 4万9832人  気温: 59°F（15°C）
詳細: MLB.com Gameday / ESPN.com / Baseball-Reference.com / Fangraphs

| テキサス・レンジャーズ | テキサス・レンジャーズ | テキサス・レンジャーズ | テキサス・レンジャーズ | テキサス・レンジャーズ | ニューヨーク・ヤンキース | ニューヨーク・ヤンキース | ニューヨーク・ヤンキース | ニューヨーク・ヤンキース | ニューヨーク・ヤンキース |
| ---------------------- | ---------------------- | ---------------------- | ---------------------- | --- | ------------------------ | ------------------------ | ------------------------ | ------------------------ | --- |
| 打順                   | 守備                   | 選手                   | 打席                   | C・ウィルソンB・モリーナM・モアランドI・キンズラーM・ヤングE・アンドラスN・クルーズJ・ハミルトンJ・フランコーアV・ゲレーロ | 打順                     | 守備                     | 選手                     | 打席                     | C・サバシアJ・ポサダL・バークマンR・カノA・ロドリゲスD・ジーターB・ガードナーC・グランダーソンN・スウィッ · シャーM・テイムズ |
| 1                      | 遊                     | E・アンドラス          | 右                     | C・ウィルソンB・モリーナM・モアランドI・キンズラーM・ヤングE・アンドラスN・クルーズJ・ハミルトンJ・フランコーアV・ゲレーロ | 1                        | 遊                       | D・ジーター              | 右                       | C・サバシアJ・ポサダL・バークマンR・カノA・ロドリゲスD・ジーターB・ガードナーC・グランダーソンN・スウィッ · シャーM・テイムズ |
| 2                      | 三                     | M・ヤング              | 右                     | C・ウィルソンB・モリーナM・モアランドI・キンズラーM・ヤングE・アンドラスN・クルーズJ・ハミルトンJ・フランコーアV・ゲレーロ | 2                        | 右                       | N・スウィッシャー        | 両                       | C・サバシアJ・ポサダL・バークマンR・カノA・ロドリゲスD・ジーターB・ガードナーC・グランダーソンN・スウィッ · シャーM・テイムズ |
| 3                      | 中                     | J・ハミルトン          | 左                     | C・ウィルソンB・モリーナM・モアランドI・キンズラーM・ヤングE・アンドラスN・クルーズJ・ハミルトンJ・フランコーアV・ゲレーロ | 3                        | 二                       | R・カノ                  | 左                       | C・サバシアJ・ポサダL・バークマンR・カノA・ロドリゲスD・ジーターB・ガードナーC・グランダーソンN・スウィッ · シャーM・テイムズ |
| 4                      | DH                     | V・ゲレーロ            | 右                     | C・ウィルソンB・モリーナM・モアランドI・キンズラーM・ヤングE・アンドラスN・クルーズJ・ハミルトンJ・フランコーアV・ゲレーロ | 4                        | 三                       | A・ロドリゲス            | 右                       | C・サバシアJ・ポサダL・バークマンR・カノA・ロドリゲスD・ジーターB・ガードナーC・グランダーソンN・スウィッ · シャーM・テイムズ |
| 5                      | 左                     | N・クルーズ            | 右                     | C・ウィルソンB・モリーナM・モアランドI・キンズラーM・ヤングE・アンドラスN・クルーズJ・ハミルトンJ・フランコーアV・ゲレーロ | 5                        | DH                       | M・テイムズ              | 右                       | C・サバシアJ・ポサダL・バークマンR・カノA・ロドリゲスD・ジーターB・ガードナーC・グランダーソンN・スウィッ · シャーM・テイムズ |
| 6                      | 二                     | I・キンズラー          | 右                     | C・ウィルソンB・モリーナM・モアランドI・キンズラーM・ヤングE・アンドラスN・クルーズJ・ハミルトンJ・フランコーアV・ゲレーロ | 6                        | 一                       | L・バークマン            | 両                       | C・サバシアJ・ポサダL・バークマンR・カノA・ロドリゲスD・ジーターB・ガードナーC・グランダーソンN・スウィッ · シャーM・テイムズ |
| 7                      | 右                     | J・フランコーア        | 右                     | C・ウィルソンB・モリーナM・モアランドI・キンズラーM・ヤングE・アンドラスN・クルーズJ・ハミルトンJ・フランコーアV・ゲレーロ | 7                        | 捕                       | J・ポサダ                | 両                       | C・サバシアJ・ポサダL・バークマンR・カノA・ロドリゲスD・ジーターB・ガードナーC・グランダーソンN・スウィッ · シャーM・テイムズ |
| 8                      | 捕                     | M・トレーナー          | 右                     | C・ウィルソンB・モリーナM・モアランドI・キンズラーM・ヤングE・アンドラスN・クルーズJ・ハミルトンJ・フランコーアV・ゲレーロ | 8                        | 中                       | C・グランダーソン        | 左                       | C・サバシアJ・ポサダL・バークマンR・カノA・ロドリゲスD・ジーターB・ガードナーC・グランダーソンN・スウィッ · シャーM・テイムズ |
| 9                      | 一                     | M・モアランド          | 左                     | C・ウィルソンB・モリーナM・モアランドI・キンズラーM・ヤングE・アンドラスN・クルーズJ・ハミルトンJ・フランコーアV・ゲレーロ | 9                        | 左                       | B・ガードナー            | 左                       | C・サバシアJ・ポサダL・バークマンR・カノA・ロドリゲスD・ジーターB・ガードナーC・グランダーソンN・スウィッ · シャーM・テイムズ |
| 先発投手               | 先発投手               | 先発投手               | 投球                   | C・ウィルソンB・モリーナM・モアランドI・キンズラーM・ヤングE・アンドラスN・クルーズJ・ハミルトンJ・フランコーアV・ゲレーロ | 先発投手                 | 先発投手                 | 先発投手                 | 投球                     | C・サバシアJ・ポサダL・バークマンR・カノA・ロドリゲスD・ジーターB・ガードナーC・グランダーソンN・スウィッ · シャーM・テイムズ |
| C・ウィルソン          | C・ウィルソン          | C・ウィルソン          | 左                     | C・ウィルソンB・モリーナM・モアランドI・キンズラーM・ヤングE・アンドラスN・クルーズJ・ハミルトンJ・フランコーアV・ゲレーロ | C・サバシア              | C・サバシア              | C・サバシア              | 左                       | C・サバシアJ・ポサダL・バークマンR・カノA・ロドリゲスD・ジーターB・ガードナーC・グランダーソンN・スウィッ · シャーM・テイムズ |

ヤンキースは2回裏、一死一・二塁から7番ホルヘ・ポサダの適時打で1点を先制する。次打者カーティス・グランダーソンの適時打には右翼手ジェフ・フランコーアの三塁悪送球も絡み2者が生還、この回3点を先行した。3回裏には先頭打者ニック・スウィッシャーと次打者ロビンソン・カノの連続本塁打でさらに2点が加わる。先発投手のCC・サバシアは6イニングを投げ、三者凡退で終わらせたイニングが一度もなかったものの、失点を2にとどめた。その後、7回表・8回表の2イニングはケリー・ウッドが、9回表はマリアノ・リベラが無失点に抑えた。これによりヤンキースは地元での敗退決定を阻止した。

### 第6戦 10月22日
- レンジャーズ・ボールパーク・イン・アーリントン（テキサス州アーリントン）

|                          | 1 | 2 | 3 | 4 | 5 | 6 | 7 | 8 | 9 | R | H | E |
| ------------------------ | - | - | - | - | - | - | - | - | - | - | - | - |
| ニューヨーク・ヤンキース | 0 | 0 | 0 | 0 | 1 | 0 | 0 | 0 | 0 | 1 | 3 | 0 |
| テキサス・レンジャーズ   | 1 | 0 | 0 | 0 | 4 | 0 | 1 | 0 | X | 6 | 7 | 0 |

1. 勝利：コルビー・ルイス（2勝）
2. 敗戦：フィル・ヒューズ（2敗）
3. 本塁打
TEX：ネルソン・クルーズ2号2ラン
4. 審判
［球審］ブライアン・ゴーマン
［塁審］一塁: ジェリー・デービス、二塁: トニー・ランダッゾ、三塁: ジム・レイノルズ
［外審］左翼: エンジェル・ヘルナンデス、右翼: フィールディン・カルブレス
5. 試合開始時刻: 中部夏時間（UTC-5）午後7時11分  試合時間: 2時間57分  観客: 5万1404人  気温: 77°F（25°C）
詳細: MLB.com Gameday / ESPN.com / Baseball-Reference.com / Fangraphs

| ニューヨーク・ヤンキース | ニューヨーク・ヤンキース | ニューヨーク・ヤンキース | ニューヨーク・ヤンキース | ニューヨーク・ヤンキース | テキサス・レンジャーズ | テキサス・レンジャーズ | テキサス・レンジャーズ | テキサス・レンジャーズ | テキサス・レンジャーズ                                                                                               |
| ------------------------ | ------------------------ | ------------------------ | ------------------------ | --- | ---------------------- | ---------------------- | ---------------------- | ---------------------- | --- |
| 打順                     | 守備                     | 選手                     | 打席                     | P・ヒューズJ・ポサダL・バークマンR・カノA・ロドリゲスD・ジーターB・ガードナーC・グランダーソンN・スウィッ · シャーM・テイムズ | 打順                   | 守備                   | 選手                   | 打席                   | C・ルイスB・モリーナM・モアランドI・キンズラーM・ヤングE・アンドラスD・マーフィーJ・ハミルトンN・クルーズV・ゲレーロ |
| 1                        | 遊                       | D・ジーター              | 右                       | P・ヒューズJ・ポサダL・バークマンR・カノA・ロドリゲスD・ジーターB・ガードナーC・グランダーソンN・スウィッ · シャーM・テイムズ | 1                      | 遊                     | E・アンドラス          | 右                     | C・ルイスB・モリーナM・モアランドI・キンズラーM・ヤングE・アンドラスD・マーフィーJ・ハミルトンN・クルーズV・ゲレーロ |
| 2                        | 中                       | C・グランダーソン        | 左                       | P・ヒューズJ・ポサダL・バークマンR・カノA・ロドリゲスD・ジーターB・ガードナーC・グランダーソンN・スウィッ · シャーM・テイムズ | 2                      | 三                     | M・ヤング              | 右                     | C・ルイスB・モリーナM・モアランドI・キンズラーM・ヤングE・アンドラスD・マーフィーJ・ハミルトンN・クルーズV・ゲレーロ |
| 3                        | 二                       | R・カノ                  | 左                       | P・ヒューズJ・ポサダL・バークマンR・カノA・ロドリゲスD・ジーターB・ガードナーC・グランダーソンN・スウィッ · シャーM・テイムズ | 3                      | 中                     | J・ハミルトン          | 左                     | C・ルイスB・モリーナM・モアランドI・キンズラーM・ヤングE・アンドラスD・マーフィーJ・ハミルトンN・クルーズV・ゲレーロ |
| 4                        | 三                       | A・ロドリゲス            | 右                       | P・ヒューズJ・ポサダL・バークマンR・カノA・ロドリゲスD・ジーターB・ガードナーC・グランダーソンN・スウィッ · シャーM・テイムズ | 4                      | DH                     | V・ゲレーロ            | 右                     | C・ルイスB・モリーナM・モアランドI・キンズラーM・ヤングE・アンドラスD・マーフィーJ・ハミルトンN・クルーズV・ゲレーロ |
| 5                        | 一                       | L・バークマン            | 両                       | P・ヒューズJ・ポサダL・バークマンR・カノA・ロドリゲスD・ジーターB・ガードナーC・グランダーソンN・スウィッ · シャーM・テイムズ | 5                      | 右                     | N・クルーズ            | 右                     | C・ルイスB・モリーナM・モアランドI・キンズラーM・ヤングE・アンドラスD・マーフィーJ・ハミルトンN・クルーズV・ゲレーロ |
| 6                        | 右                       | N・スウィッシャー        | 両                       | P・ヒューズJ・ポサダL・バークマンR・カノA・ロドリゲスD・ジーターB・ガードナーC・グランダーソンN・スウィッ · シャーM・テイムズ | 6                      | 二                     | I・キンズラー          | 右                     | C・ルイスB・モリーナM・モアランドI・キンズラーM・ヤングE・アンドラスD・マーフィーJ・ハミルトンN・クルーズV・ゲレーロ |
| 7                        | 捕                       | J・ポサダ                | 両                       | P・ヒューズJ・ポサダL・バークマンR・カノA・ロドリゲスD・ジーターB・ガードナーC・グランダーソンN・スウィッ · シャーM・テイムズ | 7                      | 左                     | D・マーフィー          | 左                     | C・ルイスB・モリーナM・モアランドI・キンズラーM・ヤングE・アンドラスD・マーフィーJ・ハミルトンN・クルーズV・ゲレーロ |
| 8                        | DH                       | M・テイムズ              | 右                       | P・ヒューズJ・ポサダL・バークマンR・カノA・ロドリゲスD・ジーターB・ガードナーC・グランダーソンN・スウィッ · シャーM・テイムズ | 8                      | 捕                     | B・モリーナ            | 右                     | C・ルイスB・モリーナM・モアランドI・キンズラーM・ヤングE・アンドラスD・マーフィーJ・ハミルトンN・クルーズV・ゲレーロ |
| 9                        | 左                       | B・ガードナー            | 左                       | P・ヒューズJ・ポサダL・バークマンR・カノA・ロドリゲスD・ジーターB・ガードナーC・グランダーソンN・スウィッ · シャーM・テイムズ | 9                      | 一                     | M・モアランド          | 左                     | C・ルイスB・モリーナM・モアランドI・キンズラーM・ヤングE・アンドラスD・マーフィーJ・ハミルトンN・クルーズV・ゲレーロ |
| 先発投手                 | 先発投手                 | 先発投手                 | 投球                     | P・ヒューズJ・ポサダL・バークマンR・カノA・ロドリゲスD・ジーターB・ガードナーC・グランダーソンN・スウィッ · シャーM・テイムズ | 先発投手               | 先発投手               | 先発投手               | 投球                   | C・ルイスB・モリーナM・モアランドI・キンズラーM・ヤングE・アンドラスD・マーフィーJ・ハミルトンN・クルーズV・ゲレーロ |
| P・ヒューズ              | P・ヒューズ              | P・ヒューズ              | 右                       | P・ヒューズJ・ポサダL・バークマンR・カノA・ロドリゲスD・ジーターB・ガードナーC・グランダーソンN・スウィッ · シャーM・テイムズ | C・ルイス              | C・ルイス              | C・ルイス              | 右                     | C・ルイスB・モリーナM・モアランドI・キンズラーM・ヤングE・アンドラスD・マーフィーJ・ハミルトンN・クルーズV・ゲレーロ |

レンジャーズは初回裏、一死一・三塁から4番ブラディミール・ゲレーロの二ゴロ間に1点を先制する。5回表、一死三塁で先発投手コルビー・ルイスが暴投し、同点に追いつかれる。その裏、二死一・三塁から4番ゲレーロの2点二塁打で勝ち越すと、次打者ネルソン・クルーズの2点本塁打で5－1とした。打線の援護を受けたルイスは、3被安打1失点で8イニングを投げきった。その3被安打は全て長打だったものの、走者を置いた場面で打たれたものはなく、うち2本は二死からとあって、ほとんど痛手とならなかった。9回表、レンジャーズは抑え投手ネフタリ・フェリスをマウンドへ送る。フェリスは先頭打者カーティス・グランダーソンをフルカウントから空振り三振、次打者ロビンソン・カノを一ゴロに打ち取る。そして最後は4番アレックス・ロドリゲスを見逃し三振に仕留め、球団創設50年目で初のリーグ制覇を決めた。
ロドリゲスは2000年シーズン終了後にシアトル・マリナーズからFAとなり、10年2億5200万ドルでレンジャーズと契約した。しかしレンジャーズは2001年から3年連続地区最下位に沈み、ロドリゲスはチームの強化につながらなかったとして、2003年シーズン終了後にトレードでヤンキースへ放出されていた。レンジャーズのファンはロドリゲスを目の敵にしており、それゆえそのロドリゲスが最後の打者となったのは、ファンにとってはたまらない瞬間となった。ロドリゲス自身も「僕が最後のバッターになったことで、（この勝利は）彼らにとってより甘美なものになっただろうね」とそのことを認めるコメントを残している。